# Pararge egestasiformis
Pararge egestasiformis är en fjärilsart som beskrevs av Ruggero Verity 1919. Pararge egestasiformis ingår i släktet Pararge och familjen praktfjärilar. Inga underarter finns listade i Catalogue of Life.